# Plateforme multilatérale de négociation
Une plateforme multilatérale de négociation, ou multilateral trading facility (plus souvent désigné par le sigle MTF) est un marché boursier alternatif créé pour concurrencer les grands marchés boursiers historiques.
Aux États-Unis, plusieurs MTF sont opérationnels depuis au moins le début des années 2000.
En Europe, après plusieurs échecs à partir de 1995, les trois principaux MTF equity opérationnels ou proches de l'être sont, à la mi-2008 :
- Chi-X : opérationnel en 2007.
- Turquoise : opérationnel en 2008.
- Equiduct-Bourse de Berlin : en projet.

Avec le développement de la monnaie virtuelle qui se nomme le bitcoin, de plus en plus de startups proposent l'achat et la vente.
Depuis 2010 les MTF s'étendent à d'autres classes d'actifs notamment sur les marchés OTC actuellement dark pool comme les obligations convertibles où ils permettent d'apporter liquidité et transparence1.
Liste des MTF non-equity en Europe (Mars 2010):
- Vega-Chi MTF : opérationnel depuis le 17 février 20102..